# Cantone di Donnemarie-Dontilly
Il Cantone di Donnemarie-Dontilly era una divisione amministrativa dell'arrondissement di Provins.
È stato soppresso a seguito della riforma complessiva dei cantoni del 2014, che è entrata in vigore con le elezioni dipartimentali del 2015.
Comprendeva i comuni di:
- Cessoy-en-Montois
- Châtenay-sur-Seine
- Coutençon
- Donnemarie-Dontilly
- Égligny
- Gurcy-le-Châtel
- Jutigny
- Lizines
- Luisetaines
- Meigneux
- Mons-en-Montois
- Montigny-Lencoup
- Paroy
- Savins
- Sigy
- Sognolles-en-Montois
- Thénisy
- Villeneuve-les-Bordes
- Vimpelles